# Typhloroncus
Genre
Typhloroncus est un genre de pseudoscorpions de la famille des Ideoroncidae.

## Distribution
Les espèces de ce genre se rencontrent au Mexique, aux Îles Vierges des États-Unis et au Guatemala.

## Liste des espèces
Selon Pseudoscorpions of the World (version 3.0) :
- Typhloroncus attenuatus Muchmore, 1982
- Typhloroncus coralensis Muchmore, 1979
- Typhloroncus diabolus Muchmore, 1982
- Typhloroncus troglobius Muchmore, 1982
- Typhloroncus xilitlensis Muchmore, 1986

et décrites depuis :
- Typhloroncus guatemalensis Viana & Ferreira, 2019
- Typhloroncus planodentatus Harvey & Muchmore, 2013

## Publication originale
- Muchmore, 1979 : Pseudoscorpions from Florida and the Caribbean area. 9. Typhloroncus, a new genus from the Virgin Islands (Ideoroncidae). Florida Entomologist, vol. 62, p. 317-320 (texte intégral).